# アレッシオ・タッキナルディ
アレッシオ・タッキナルディ（Alessio Tacchinardi、1975年7月23日 - ）は、イタリア・ロンバルディア州クレーマ出身の元サッカー選手、現サッカー指導者・解説者。現役時代はイタリア代表でポジションはミッドフィールダー。

## 経歴

### 現役時代
アタランタでその才能を認められ、1994年に強豪ユヴェントスFCに引き抜かれる。そのシーズンにユヴェントスは8年ぶりのスクデットを獲得するが、ディディエ・デシャンの壁は厚く、レギュラーの座を奪取するには至らなかった。しかし、世界有数のボランチから学び、その能力を次第に開花させていった。そして1999-2000シーズンより、カルロ・アンチェロッティの信頼を勝ち得て、レギュラーに抜擢されると、監督の期待に応えるプレーをし、ディディエ・デシャンの抜けた後の中盤を支えた。また、マルチェロ・リッピ政権下でも主力としてプレーし、数多くのタイトル獲得に貢献した。しかし2004年、新監督にファビオ・カペッロが招聘されると、監督の愛弟子であるエメルソンにポジションを奪われ、出場機会は激減した。2005年、世界屈指のボランチと評されるパトリック・ヴィエラが加入すると、UEFAチャンピオンズリーグへの初参戦が決まっていたビジャレアルへレンタル移籍した。2007年、レンタル移籍の期間が終了しユヴェントスへ戻るもクラブとの契約を解除、セリエB・ブレシアへ移籍、1シーズンを過ごしたが、シーズン終了後に現役を引退した。
イタリア代表としては1995年9月6日のスロベニア戦で代表デビューを飾り、2003年に退くまで国際Aマッチ13試合に出場した。

### 指導者時代
引退後は、2014年にレガ・プロ・セコンダ・ディヴィジオーネ（イタリア4部）のペルゴレッテーゼの監督に就任するも、同年中に退任。その後は、メディアセットのサッカー解説者として活躍していたが、2015-2016シーズンに再びペルゴレッテーゼの監督に就任した。その後、セリエDのレッコ、ACクレーマの監督を経て，2021年よりセリエCのアルマユベントスファーノの監督を務めている。

## エピソード
- 『マトリックス』や『コンスタンティン』で主役を務めたキアヌ・リーブスとは遠い親戚である[2]。
- ACプロ・セストやインテルなどに所属したマッシミリアーノ・タッキナルディは実の兄である。
- ビジャレアルが快進撃を繰り広げた2005-06チャンピオンズリーグ、準決勝アーセナル戦を前に、古巣ユヴェントスを準々決勝で下した同チームとの対戦について「正直に言うとうれしい。ユヴェントスとは対戦したくなかった。ユーヴェにはたくさん友達がいるから。監督もそうだし、クラブやファンの中にもね。ユヴェントスより強く、好調かもしれないが、今季のこのステージでは、むしろアーセナルと対戦したい。これは心の問題だ。自分がキャリアの大半を表現したチームより、アーセナルとの対戦を望んでいる」と語っている[3]。